# Lloyd Waner
Lloyd James Waner, Spitzname Little Poison, (* 16. März 1906 in Harrah, Oklahoma; † 22. Juli 1982 in Oklahoma City, Oklahoma) war ein US-amerikanischer Baseballspieler in der Major League Baseball (MLB) auf der Position des Center Fielders. Den Großteil seiner Karriere stand er bei den Pittsburgh Pirates unter Vertrag, wo er mit seinem Bruder Paul 13 Jahre zusammen im Outfield spielte.
1927 lief Waner für die Pirates gegen die New York Yankees in der World Series auf. 1938 wurde er in das All-Star-Team gewählt und 1967 vom Veterans Committee in die Baseball Hall of Fame aufgenommen. Nach seiner aktiven Laufbahn als Spieler arbeitete Waner als Scout für die Pirates und die Baltimore Orioles.

## Frühes Leben
Waner wuchs als viertes von fünf Kindern des Farmers Ora Lee und dessen Frau Etta Lenora, geborene Beavers, auf der väterlichen Farm auf. Neben der täglichen Arbeit war Baseball der einzige Zeitvertreib der Familie. Beeinflusst von seinem Vater, der ebenfalls in Oklahoma City höherklassigen Baseball spielte, entwickelte sich sein Talent im Laufe der Jahre. Waner besuchte die McLoud High School und studierte an der East Central University in Ada, Oklahoma, an der er ebenfalls Baseball spielte. Nach drei Semestern des Studiums wechselte er in den Profibaseball.
Waner startete seine professionelle Baseballkarriere 1925 mit den San Francisco Seals in der Pacific Coast League. Er schlug dort in 31 Spielen nur 13 Hits. Auf Drängen seines Bruders, der in Ada bereits von Pirates-Scout Joe Devine entdeckt worden war, wurde ihm ein Tryout für die Pirates angeboten. 1926 hatte er eine Batting Average von ,345 in der Klasse B der South Atlantic League. Im selben Jahr wurde er als Most Valuable Player (MVP) der Liga ausgezeichnet.

## MLB-Karriere

### 1927–1929
Waner gab sein MLB-Debüt für die Pirates am 12. April 1927 und erlangte schnell den Ruf eines sogenannten slap hitters, der zudem noch sehr viel Disziplin an der Home Plate besaß. In seiner Zeit als Rookie schlug er eine Batting Average von ,355 mit 223 Hits und nur 23 Strikeouts (die höchste Anzahl an Strikeouts in einer Saison in seiner gesamten Karriere). Waner führte 1927 die National League (NL) mit 133 Runs an. Dieser Rekord ist bisher von keinem anderem Rookie gebrochen worden. 1927 spielten die Pirates gegen die New York Yankees in der World Series. Waner schlug während der World Series eine Batting Average von ,400, doch die Yankees gewannen diese mit 4–0 Spielen. Das war das einzige Mal, dass Waner an der World Series teilnahm.
Nach der Saison 1929, in der Waner eine Batting Average von ,353 geschlagen hatte, verpasste er den Großteil der darauffolgenden Saison wegen einer Blinddarmentzündung. Waner wurde im Winter operiert, hatte Probleme sich von der Operation zu erholen und kam im Mai 1930 erneut in Krankenhaus. Er hatte aufgrund der Probleme Sorgen, dass er seine aktive Laufbahn im Profibaseball aufgeben müsse.
Waner schlug in seinen ersten drei MLB-Saisons (1927–1929) insgesamt 678 Hits. Nur Ichirō Suzuki kam in seinen ersten drei MLB-Jahren mit 662 Hits nah an Waner heran. Waner war 1927 und 1929 unter den ersten zehn für die Auszeichnung als MVP der MLB, konnte diese jedoch nicht gewinnen.

### 1931–1938
Waner kam 1931 zurück und führte die Offensivstatistiken der NL mit 214 Hits an. In den darauffolgenden Jahren konnte er nicht an seine Leistungen aus den 20er-Jahren anknüpfen und kam deshalb zwischen 1932 und 1937 nicht in die engere Auswahl für die Auszeichnung als MVP der MLB. Im Januar 1936 erkrankte Waner an einer Lungenentzündung, konnte aber trotz der Krankheit ab April wieder für die Pirates auflaufen. 1938 nahm er am All-Star-Game teil.

### 1941–1945
Waner verließ 1941 die Pirates, für die er 14 Jahre als aktiver Spieler tätig war. Nach kurzen Abstechern bei den Boston Braves, den Cincinnati Reds, den Philadelphia Phillies und den Brooklyn Dodgers, kehrte Waner 1944 zu den Pirates zurück. Nach zwei durchwachsenen Saisons, in denen er nur auf insgesamt 41 Spiele kam, beendete er seine Karriere im September 1945.

## Nach der Karriere
Nachdem Waner seine Karriere als aktiver Spieler beendet hatte, arbeitete er von 1946 bis 1950 für die Pirates und 1955 für die Baltimore Orioles als Scout. Zwischen 1950 und 1967 war er bei der Stadt Oklahoma City angestellt.
Waner wurde 1967 in die Baseball Hall of Fame aufgenommen. Der Sabermetriker Bill James hat Waner als einen von zehn Spielern genannt, die zu Unrecht in die Hall of Fame aufgenommen wurden.
Waner starb am 22. Juli 1982 an den Folgen eines Emphysems. Er hinterließ eine Frau und zwei Kinder.